# Фольк, Севастьян Раймундович
Севастьян Раймундович Фольк (1859—неизвестно) — русский военный деятель, генерал-майор (1916). Герой Первой мировой войны.

## Биография
В 1878 году после получения домашнего образования поступил в Одесское военное училище по окончании которого в 1883 году был произведён в прапорщики и выпущен в Селенгинский 41-й пехотный полк. В 1884 году произведён в подпоручики, в 1888 году в поручики, в 1899 году в штабс-капитаны.
В 1900 году произведён в капитаны с назначением ротным командиром. В 1905 году был произведён в подполковники с назначением батальонным командиром Якутского 42-го пехотного полка. В 1913 году за отличие по службе был произведён в чин полковника.
С 1914 года участник Первой мировой войны в составе Якутского 42-го пехотного полка. С 1915 года командир Селенгинского 41-го пехотного полка. Высочайшим приказом от 25 августа 1916 года был произведён в чин генерал-майора. С 1917 года командир бригады 157-й пехотной дивизии и командир 101-й пехотной дивизией.

Высочайшим приказом от 9 сентября 1915 года  за храбрость был награждён орденом Святого Георгия 4-й степени: 
За то, что в бою с 8 по 22 октября 1914 года по переправе десанта отряда через р. Сан у д. Манастерж состоя в рядах 42-го пехотного якутского полка и будучи начальником наиболее угрожаемого крайнего левого фланга позиции, подвергавшегося непрестанным атакам противника с двух сторон, несмотря на сильный ружейный и артиллерийский огонь противника, личным примером и распорядительностью не только отражал постоянные атаки противника, но постепенно захватывал новые участки неприятельской позиции, чем способствовал окончательному успеху нашей операции
  

Высочайшим приказом от 20 ноября 1915 года за храбрость награждён Георгиевским оружием: 
За то, что 25 сентября 1914 года у д. Ракшава, лично ведя полковой резерв, ударом в штыки выбил противника, овладевшего выдавшимся левым участком позиции полка и удержал этот участок за собой до конца боя

## Награды
- Орден Святого Станислава 3-й степени (ВП 1901)
- Орден Святой Анны 3-й степени (ВП 1905)
- Орден Святого Станислава 2-й степени с мечами (1913; ВП 03.10.1915)
- Орден Святой Анны 2-й степени с мечами (08.04.1914; Мечи — ВП 20.07.1915)
- Орден Святого Владимира 4-й степени с мечами и бантом (ВП 2.03.1915)
- Орден Святого Владимира 3-й степени с мечами (ВП 18.04.1915)
- Орден Святого Георгия 4-й степени (ВП 20.11.1915)
- Георгиевское оружие (ВП 20.11.1915)
- Орден Святого Станислава 1-й степени с мечами (ВП 05.05.1917)